# Graptemys nigrinoda
Graptemys nigrinoda  (лат.) — вид пресноводных черепах, обитающий в США. Имеет 2 подвида.
Общая длина карапакса достигает 10—15 см. Наблюдается половой диморфизм: самки крупнее самцов. Голова умеренного размера. Карапакс овальной формы, крышеобразный. Вдоль хребта тянется киль, вершины которого (особенно 3 и 4 позвонки) сильно торчат и напоминают шишки, окрашенные в чёрный цвет. Отсюда и происходит латинское название этой черепахи.
Окраска головы, шеи и конечностей чёрного или тёмно-коричневого цвета. Голова и шея украшены 2—4 жёлтыми полосами. На голове они имеют форму в виде буквы «Y». Карапакс тёмно-зелёного цвета. Пластрон желтоватый с тёмными пятнами.
Любит водоёмы с умеренным течением, в частности реки с глинистыми и песчаным дном. Питается насекомыми, губками, моллюсками, водорослями.
Самки на песчаном пляже откладывают от 5 до 16 яиц во влажный песок на берегу. При температуре 27—28 °C инкубационный период длится 55—75 дней.
Живёт в штатах Алабама и Миссисипи (США).

## Подвиды
- Graptemys nigrinoda nigrinoda
- Graptemys nigrinoda delticola